# Josefina Grau, muller de l'artista
Josefina Grau, muller de l'artista és una pintura a l'oli sobre tela de 61 × 50 cm d'Antoni Vila i Arrufat i dipositada al Museu d'Art de Sabadell, la qual fou pintada l'any 1931.

## Context històric i artístic
Vila i Arrufat pertany a una nissaga de pintors sabadellencs iniciada pel seu pare, Joan Vila i Cinca, acadèmic format entre Sabadell i Madrid, i continuada en l'actualitat pel seu fill Joan Vila i Grau, pintor i autor de vitralls. Vila i Arrufat, que ha estat anomenat sovint "el darrer dels noucentistes" a causa de la seua mort el 1989 a l'avançada edat de 95 anys, va néixer el 1894 i estudià a l'Escola de la Llotja i a l'Academia de San Fernando (Madrid). Aconsellat pel seu pare, que s'ocupava de la seua formació, viatjà a París i a Itàlia, on va viure l'any 1923. És molt conegut com a autor de pintures murals de tema religiós (la Catedral de Terrassa, l'Església de la Trinitat de Vilafranca del Penedès i el Santuari de la Mare de Déu de la Salut de Sabadell) i, també, de tema profà, totes elles caracteritzades per un gran sentit decoratiu i de la composició. Conreà així mateix la pintura a l'oli en retrats, figures i natures mortes.

## Descripció
El retrat de la seua muller, Josefina Grau, obra d'una delicadesa i serenitat ben noucentistes, crida l'atenció per la precisió del dibuix, tan emfàticament perfilat, i recorda les etapes del realisme màgic de Miró i de Togores vers l'any 1920. Aquest dibuix tan precís contrasta amb l'esbós del vestit, només insinuat amb llapis sobre la tela nua.